# Camelina microphylla
Camelina microphylla är en korsblommig växtart som beskrevs av Cheng Hsi An. Camelina microphylla ingår i släktet dådror, och familjen korsblommiga växter. Inga underarter finns listade i Catalogue of Life.